# Vivian Stanshall

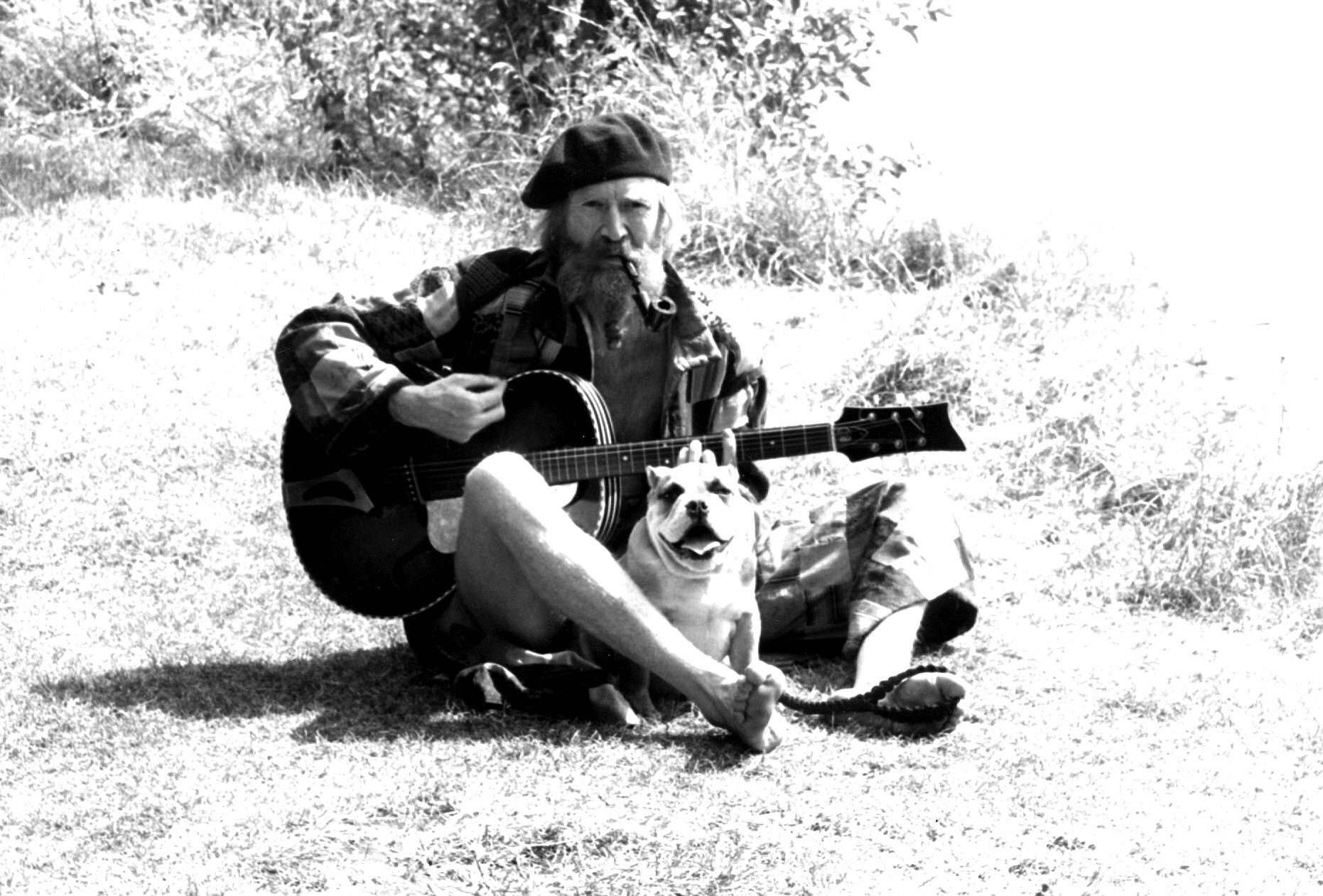
Stanshall am Ufer der Themse in Shepperton, 1979/80

Vivian „Viv“ Stanshall [ˈstænʃəl] (* 21. März 1943 in Shillingford als Victor Anthony Stanshall; † 5. März 1995 in London) war ein englischer Rockmusiker und Gründungsmitglied der Bonzo Dog Doo-Dah Band, die sich ab 1968 Bonzo Dog Band nannte.

## Solo
Nach Auflösung der Bonzo Dog Band im Frühjahr 1970 sah es für den Sänger und Frontmann Vivian Stanshall nach einer vielversprechenden Solokarriere aus. Er gründete zunächst kurzlebige Bands und konnte Keith Moon von The Who (als Produzenten) und Eric Clapton zur Mitarbeit gewinnen.
Nach Nervenzusammenbrüchen und monatelangen Klinikaufenthalten war er erst 1974 in der Lage, ein Soloalbum aufzunehmen. Allerdings arbeitete er in der Zwischenzeit als Gastmusiker auf Alben von John Entwistle, Grimms und als „Master of Ceremonies“ auf der LP Tubular Bells von Mike Oldfield – in dieser Rolle sagte er im ersten Stück die Instrumente an.
Sein erstes Soloalbum Men Opening Umbrellas Ahead, auf dem er von Neil Innes und Traffic-Musikern begleitet wurde, erschien 1974. Stanshall trat im Januar 1976 im Vorprogramm von Procol Harum in England auf und spielte Songs, die er mit Keith Reid geschrieben hatte. Später im Jahr erschien eine Single The Young Ones. Etwa 1977 gab es Pressemitteilungen, er habe eine Band mit Steve Winwood, B. J. Wilson und Musikern aus dem Umfeld von Traffic gegründet. Es wurde nichts veröffentlicht außer Vacant Chair auf dem ersten Album von Steve Winwood (1977). Den Text hatte Stanshall für seinen 1972 verstorbenen Freund und Bonzo-Kollegen Dennis Cowan geschrieben.
Im Herbst 1978 veröffentlichte Stanshall Sir Henry at Rawlinson End, auf dem er fast ausschließlich Texte mit gelegentlicher Musikuntermalung vorträgt. Im Jahr 1980 gab ihm Tony Stratton-Smith, Chef von Charisma Records, die Gelegenheit zur Verfilmung der Geschichte. Im Film spielt Stanshall eine Nebenrolle, die Titelrolle wurde mit dem englischen Theaterschauspieler Trevor Howard besetzt.
Im Jahr 1981 gab Stanshall ein weiteres Album heraus, Teddy Boys Don’t Knit, diesmal mit Unterstützung einiger Ex-Bonzos, Steve Winwood, Rick Wakeman und anderen. Im selben Jahr schrieb er Texte für Steve Winwoods Album Arc of a Diver; das Cover ist ein Gemälde von ihm.
1983 erschien eine weitere Sprechplatte, Sir Henry at N’didi’s Kraal.
Bis in die 1990er Jahre tourte er gelegentlich mit seinem Programm aus Musik, Wortbeiträgen und Klamauk durch die kleinen Clubs, dabei häufig begleitet vom Ex-Bonzo-Kollegen Rodney Slater, ab und zu auch von Roger Ruskin Spear.
1993 war Stanshalls Stimme in einer Single-Veröffentlichung des Titels The Bell aus Mike Oldfields Musikalbum Tubular Bells II von 1992 zu hören. Stanshall zählt in einer zweiten englischen Fassung anstelle von Alan Rickman die einzelnen Instrumente auf.
Stanshall wurde am 6. März 1995 tot in seiner Wohnung aufgefunden, nachdem einen Tag vorher ein Feuer in seiner Wohnung ausgebrochen war. Die Ermittlungen ergaben, dass eine brennende Lampe umgefallen sein musste und seine zahlreichen losen Aufzeichnungen entzündet hatte.
Seine Witwe Ki Longfellow-Stanshall pflegte bis zu ihrem Tod 2022 eine Internet-Seite zum Schaffen von Vivian.

## Bands
- Vivian Stanshall & Big Grunt
- Vivian Stanshall & The Garantuan Chums
- Vivian Stanshall & The Sean Head Showband
- Vivian Stanshall & Kilgaroon
- Vivian Stanshall & Vivarium

## Diskografie
Alben
- Men Opening Umbrellas Ahead (1974)
- Sir Henry At Rawlinson End (1978)
- Teddy Boys Don't Knit (1981)
- Sir Henry At N'didi' s Kraal (1983)
- Dog Howl In Tune (2023)
- Rawlinson's End (2023)

Singles
- Suspicion / Blind Date (1970)
- Labio-Dental Fricative / Paper-Round (1970)
- Lakonga / Baba Tunde (1974)
- The Young Ones / Are You Having Any Fun / The Question (1976)
- Terry Keeps His Clips On / King Kripple (1980)
- Calypso to Colapso / Smoke Signals at Night (1981)
- The Bell (mit Mike Oldfield) (1993)

## Werke
Bilder
- Keynsham – Bonzo Dog Band (1969)
- Arc of a Diver – Steve Winwood (1981)
- Teddy Boys Don’t Knit – Vivian Stanshall (1981)
- Lay The Ghost – The Creation (1993)
- Terry Keeps His Clips On – Vivian Stanshall (Single 1981)

Bücher
- Sir Henry at Rawlinson End. Eel Pie, London 1980, ISBN 978-0-906008-21-8.